# Vergara (Uruguay)
Vergara ist eine Stadt in Uruguay.

## Geographie
Die Stadt, die auch als "Capital del arroz" (deutsch: Hauptstadt des Reis) bezeichnet wird, befindet sich auf dem Gebiet des Departamento Treinta y Tres etwa 58 Kilometer nordöstlich der gleichnamigen Departamento-Hauptstadt, mit der sie über die Ruta 18 verbunden ist. Vergara liegt an den Ufern des Arroyo Parao, am Nordrand der Stadt mündet der Arroyo de las Islas in diesen. Größere Ansiedlungen in der näheren Umgebung sind Mendizábal im Südwesten, Estación Rincón im Nordosten und Arrozal Treinta y Tres im Südosten.

## Geschichte
Die umliegenden Ländereien gehörten im 19. Jahrhundert größtenteils Luisa Ignacia Saravia und Enrique Da Rosa, die ihr Eigentum am 20. Dezember 1877 bzw. am 18. Februar 1887 an den brasilianischen Bürger José Fernández Vergara (* 25. Dezember 1841 in Cangussu, Rio Grande do Sul, Brasilien) verkauften, auf den auch die Gründung der Stadt zurückzuführen ist. Der Gründungsprozess Vergaras, dessen Anfänge bereits im Jahre 1890 lagen, in das auch bereits die Grundsteinlegung für die Kirche fiel, wurde am 10. März 1903 durch das Gesetz Nr. 2788 abgeschlossen. Schon vor dieser offiziellen Gründung kamen im letzten Jahrzehnt des 19. Jahrhunderts insbesondere aus Italien stammende Siedler, aber auch solche aus diversen anderen europäischen Ländern, die sich vor Ort niederließen. Im Jahre 1901 entstand mit der Escuela  Nº 17 die erste offizielle Schule und in den Folgejahren wurde das Bildungsangebot vor Ort ausgebaut. Jedoch war bereits vor diesem Zeitpunkt eine inoffizielle schulische Grundversorgung durch den Stadtgründer und einige einflussreiche Einwohner gewährleistet. 1912 ließ sich mit Dr. Pedro Sala auch der erste Arzt in Vergara nieder, dem bereits im Folgejahr mit dem Mediziner Santiago D.  Preve ein zweiter folgte. Einen bedeutenden Schritt in der Entwicklung Vergaras stellte die im Jahre 1914 erfolgte Fertigstellung der Brücke über den Arroyo Parao dar.

## Infrastruktur
Die Stadt verfügt unter anderem über eine Junta Local, eine Polizeistation, eine Kirche, ein kleines Fußballstadion sowie den Radiosender AM 1210 EL LIBERTADOR und die beiden Sender 103.3 Vergara FM und 99.7 Activa FM. Reisanbau und Viehzucht bilden die Haupterwerbsquelle der Bevölkerung von Vergara. Drei Reistrockenmühlen sind hier ansässig. Neben dem Club Uruguay, Filialen der Post und der Banco Republica sind diverse Geschäfte angesiedelt. Über das Jahr finden verschiedenste reitsportbezogene Veranstaltungen in der Gegend statt. Die wichtigste bildet dabei die jährlich am ersten Juliwochenende ausgetragene dreitägige Coco Cuadrado.

### Bildung
Vergara verfügt mit dem 1958 gegründeten Liceo Vergara "Dr. Braulio Lago" über eine weiterführende Schule (Liceo). Zudem befinden sich die Escuela N° 50 Romulo Gallego und eine weitere Schule vor Ort. Überdies existieren eine thematisch dem Reisanbau verbundene landwirtschaftliche Schule, ein Kinderheim der INAU und eine städtische Bibliothek, die auch ein Museum beherbergt.

### Verkehr
Verkehrsinfrastrukturiell erschlossen durch die Straße Ruta 18, hat Vergara auch einen Anschluss an die Bahnstrecke Toledo–Rio Branco für den Güterverkehr der SeLF.

## Einwohner
Vergara hatte bei der Volkszählung im Jahre 211 3.810 Einwohner, davon 1.936 männliche und 1.874 weibliche.
| Jahr | Einwohner |
| ---- | --------- |
| 1963 | 2.837     |
| 1975 | 2.826     |
| 1985 | 3.379     |
| 1996 | 3.983     |
| 2004 | 3.986     |
| 2011 | 3.810     |

Quelle: Instituto Nacional de Estadística de Uruguay

## Stadtverwaltung
Bürgermeisterin (Alcalde) von Vergara ist Maria del Carmen Muniz Cuello.

## Söhne und Töchter der Stadt
- Glauco Segovia (1927–1986), Politiker
- Eric Fagúndez (* 1998), Radrennfahrer